# فحل

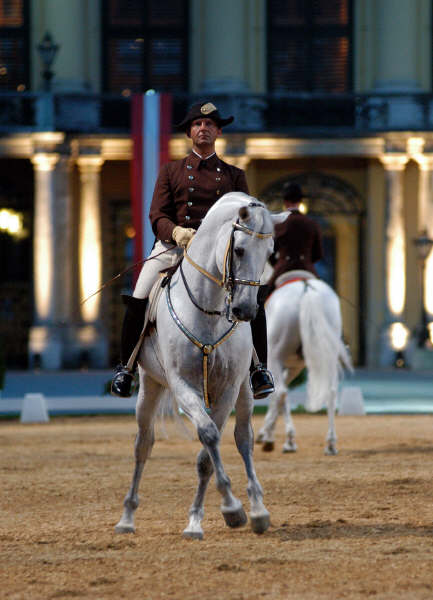
للفحول مقدره للوصول إلى درجه عاليه من الانضباط والتدريب

الفَحْل أو خُيول النَّزُو (بالإنجليزية: Stallion)‏ هو ذكر الحصان الذي يُخصَى، ويُطلق تعميمًا على ذكور الحيوانات التي تُستخدم لتلقيح إناث الحيوانات كأن يطلق على الخروف فحل لقوته في التلقيح والجمل يطلق عليه فحل لصلابته.